# CX Huth
CX Huth (* 1964 in Anklam als Christian Huth) ist ein deutscher Comiczeichner und Illustrator.

## Leben und Werk
CX Huth ist in Neubrandenburg aufgewachsen, lebt jedoch seit 1983 in Berlin. Hier arbeitet er nicht nur als Comic-Zeichner und Illustrator, sondern betätigt sich auch als Musiker und DJ.
Huth ist in den neunziger Jahren Mitbegründer der Künstlergruppe „Renate“ gewesen, zusammen mit ATAK, Peter Bauer und Holger Lau. Bereits seit 1989 befasst sich Huth mit dem Medium Comic. Vorher nahm er an diversen Förderklassen und Zeichenkursen teil, in denen er sein Handwerk erlernt hat.
Neben der von ihm mitbegründeten „Renate“ hat CX Huth auch Geschichten in anderen Magazinen wie beispielsweise Zebra, Strapazin, Moga Mobo und Jimmy Draht veröffentlicht.
Huths Zeichenstil ist ein sehr direkter und intuitiver, da teilweise sowohl Skizzen bewusst mitverwendet werden, als auch Farben unmittelbar auf Druckplatten geschabt und gekratzt werden. So entstehen recht unterschiedliche Arbeiten, die jedoch in ihrer Gesamtheit, zum Beispiel in seinen Comics, wieder zu einer Einheit zusammenfinden.

## Veröffentlichungen
- Käthe und Kruse, Zyankrise, Berlin 1994
- Le petit fonte, Zyankrise, Berlin 1994
- Das 23 fünf acht neun, Reprodukt, Berlin 2001, ISBN 978-3-931377-53-3.
- Hasenhäschen, Reprodukt, Berlin 2005, ISBN 978-3-931377-46-5.

## Ausstellungen (Auszug)
- 1994: Fumetto Comic-Festival, Luzern (Schweiz); Einzelausstellung.
- 1999: Düsseldorf; Gruppenausstellung. Mutanten – Die deutschsprachige Comic-Avantgarde
- 1999: Weimar; Gruppenausstellung der Künstlergruppe „Renate“.
- 2000: Shining Labor, Berlin.